# The Buckaroo Kid
Pour plus de détails, voir Fiche technique et Distribution.
The Buckaroo Kid (littéralement, L'Enfant Buckaroo) est un film muet américain réalisé par Lynn Reynolds, sorti en 1926.

## Fiche technique
- Titre : The Buckaroo Kid
- Réalisation : Lynn Reynolds
- Scénario : Lynn Reynolds (adaptation), d'après la nouvelle Oh, Promise Me de Peter B. Kyne (en)
- Photographie : Harry Neumann
- Producteur : Carl Laemmle
- Société de production :  Universal Film Manufacturing Company
- Société de distribution :  Universal Film Manufacturing Company
- Pays de production :  États-Unis
- Langue : film muet avec les intertitres en anglais
- Métrage : 1 880 m (6 bobines)
- Format : Noir et blanc — 35 mm — 1,33:1 — Muet
- Genre : Western
- Durée : 64 minutes (1 h 4)
- Dates de sortie : 
  - États-Unis : 14 novembre 1926
  - Royaume-Uni : 24 janvier 1927

## Distribution
- Hoot Gibson : Ed Harley
- Ethel Shannon : Lyra Radigan
- Burr McIntosh (en) : Henry Radigan
- Harry Todd : Tom Darby
- James Gordon : James Mulford
- Clark Comstock : le gestionnaire du ranch (non crédité)
- Newton House : Ed Harley enfant (non crédité)
- Arthur Millett (en) : un garde du corps (non crédité)
- Joe Rickson (en) : McIntyre (non crédité)
- Arthur Thalasso (en) : un garde du corps (non crédité)